# La Parabole des talents
Pour le sens général, voir Parabole des talents.
La Parabole des talents (titre original : Parable of the Talents) est un roman de science-fiction d'Octavia E. Butler paru en 1998 puis traduit en français et publié en 2001. Il a obtenu le prix Nebula du meilleur roman 1999. Ce roman constitue la suite de La Parabole du semeur, ouvrage de la même autrice publié en 1993.

## Résumé
En septembre 2032, Lauren Oya Olamina et ses compagnons, dont Taylor Franklin Bankole, son mari, fêtent le cinquième anniversaire de l'établissement d'une communauté baptisée La Chênaie, au sein de laquelle s'épanouit une nouvelle religion nommé Semence de la Terre, qui repose sur la conviction que le destin de l'humanité est de voyager au-delà de la Terre et de vivre sur d'autres planètes pour que l'humanité atteigne l'âge adulte.
À cette époque, les États-Unis sont tombés sous l'emprise d'un fondamentalisme chrétien nommé l'Église chrétienne d'Amérique, dirigé par Andrew Steele Jarret, un démagogue n'ayant pas hésité à déclencher des émeutes lors de sa campagne présidentielle marquée par son utilisation du slogan « Rétablir la grandeur de l'Amérique » (« Make America Great Again »). Devenu président, il se lance dans une croisade pour nettoyer l'Amérique des religions non chrétiennes. L'esclavage refait surface avec des colliers électroniques utilisés pour contrôler les esclaves en leur délivrant à loisir les douleurs les plus horribles. Des casques de réalité virtuelle connus sous le nom de « Masques à Rêves » sont également populaires car ils permettent aux utilisateurs d'échapper à leur dure réalité.
En décembre 2032, Lauren retrouve son demi-frère Marcus Duran, esclave porteur d'un collier de servitude, qu'elle parvient à acheter et ainsi le délivrer. Fervent catholique, il ne trouve pas sa place au sein de la communauté de sa demi-sœur et quitte La Chênaie quatre mois plus tard. En juillet 2033, Lauren accouche d'une fille, Larkin Beryl Ife Olamina Bankole, qu'elle a conçue avec son mari Taylor Franklin Bankole.
En septembre 2033, le camp de La Chênaie est attaqué et repris par des « croisés de Jarret », membres extrémistes de l'Église chrétienne d'Amérique, qui le transforment en camp de rééducation. Quelques personnes périssent, dont Bankolé, le mari de Lauren. Les enfants sont retirés à leurs parents et sont évacués ailleurs ; Lauren et les autres adultes, réduits en esclavage, sont obligés de porter des colliers de servitude. Ils sont exploités sous prétexte d'être réformés afin de pouvoir rejoindre l'Église chrétienne d'Amérique. Lauren et plusieurs des femmes sont également régulièrement violées par leurs ravisseurs, qui les considèrent comme des « païennes ». Après dix-sept mois d'esclavage, à la suite d'un glissement de terrain, le bungalow abritant l'unité de contrôle des colliers est enseveli, rendant ces derniers inopérants. Lauren et ses partisans se rebellent et tuent tous leurs ravisseurs. Pour éviter des représailles, ils sont obligés de se disperser dans la clandestinité.
Pendant ce temps, Larkin, la fille de Lauren, est adoptée par une famille afro-américaine faisant partie de l'Église chrétienne américaine et elle prend alors le nom de Asha Vere Alexander, inspiré de celui d'une héroïne populaire des Masques à Rêves. Mal aimée par ses parents adoptifs, elle grandit sans jamais savoir qui sont ses parents biologiques. 
En mai 2035, Lauren rencontre par hasard son frère Marcus, désormais prêcheur au sein de l'Église chrétienne américaine. Elle lui raconte ses déboires mais son frère refuse d'accepter la vérité. Il la fuit et part s'installer dans une autre ville. Elle parvient à le retrouver un mois plus tard mais la seconde rencontre est semblable à la première, se soldant par une fin de non-recevoir.
En 2036, le président Jarret ne parvient pas à se faire réélire après un seul mandat en raison du mécontentement du public face à la situation des États-Unis qui n'a pas évoluée favorablement.
À dix-huit ans, Larkin quitte ses parents adoptifs et prend la route. Un an plus tard, elle est retrouvée son oncle Marcus Duran. Ce dernier est devenu le plus prestigieux prêcheur de l'Église chrétienne d'Amérique. Il lui parle de sa mère et de son père, mais en les présentant comme tous deux décédés. Il lui propose ensuite de venir habiter avec lui. Avec son aide financière, Larkin suit des études et devient historienne universitaire. Elle quitte néanmoins la foi chrétienne. En parallèle, Marcus ne cherche jamais sa demi-sœur pour lui annoncer qu'il a retrouvé sa fille.
En raison de la mauvaise image de la religion chrétienne laissée par le président Jarret et ses disciples, la religion Semence de la Terre de Lauren gagne en popularité dans tous les États-Unis, finançant des bourses pour des étudiants universitaires nécessiteux et encourageant l'humanité à quitter la Terre pour s'installer sur d'autres planètes.
À trente-quatre ans, Larkin apprend finalement que Lauren est sa mère biologique et elle parvient à la rencontrer sa mère. Elle lui apprend que son demi-frère lui a caché son existence durant toutes ces années. Larkin pense que sa mère a choisi Semence de la Terre au détriment de sa fille et elle se voit incapable de lui pardonner. Elle part alors, sa mère lui disant que sa porte lui sera toujours ouverte. Lauren rompt toutes relations avec son demi-frère.
En 2090, Lauren meurt à l'âge de quatre-vingt-un ans en regardant les premières navettes quitter la Terre pour le vaisseau spatial Christopher Columbus, qui transporte des colons en biostase vers de lointaines planètes.

## Éditions
- Parable of the Talents, Seven Stories Press, 3 novembre 1998, 365 p.  (ISBN 1-888363-81-9)
- La Parabole des talents, Au diable vauvert, 2 novembre 2001, trad. Iawa Tate, 588 p.  (ISBN 2-84626-019-2)
- La Parabole des talents, Au diable vauvert, coll. « Les poches du diable », 28 janvier 2021, trad. Iawa Tate, 560 p.  (ISBN 979-10-307-0377-1)